# Helina gongshanensis
Helina gongshanensis este o specie de muște din genul Helina, familia Muscidae, descrisă de Xue și Li în anul 2000.
Este endemică în Yunnan. Conform Catalogue of Life specia Helina gongshanensis nu are subspecii cunoscute.